# クレジット・ユニオン・1・アリーナ
クレジット・ユニオン・1・アリーナ（Credit Union 1 Arena）は、イリノイ州シカゴのイリノイ大学シカゴ校内にある多目的スペースである。最大10,300人収容。主にコンサートや大学スポーツ及び格闘技の興行で使用されている。1982年の開業時はUIC・パビリオン（UIC Pavilion）であったが、後述で地元企業が命名権を取得したことで現在の名前になった。

## 概要
1982年5月31日に運用開始。2018年にシカゴで大手の信用組合で地元の大学チームの長年のスポンサーであるクレジット・ユニオン・1が15年契約で命名権を取得した。イリノイ大学シカゴ校の大学スポーツチームであるUIC・フレーメスのホームアリーナとしても使用されている。2016年3月にドナルド・トランプの政治集会を当地で開催する予定だったが反対派が敷地内に集結しその場で抗議集会が起きた為安全を考慮し中止になった。2018年11月10日にWorld Boxing Super Seriesクルーザー級第2シーズン1回戦最後の2試合が行われ、勝ち上がったクシシュトフ・グウォヴァツキとマイリス・ブリエディスの二人がリング上でフェイスオフを行った。